# Lopez Jaena (Misamis Occidental)
Lopez Jaena è una municipalità di quarta classe delle Filippine, situata nella Provincia di Misamis Occidental, nella Regione del Mindanao Settentrionale.
Lopez Jaena è formata da 28 baranggay:
- Alegria
- Bagong Silang
- Biasong
- Bonifacio
- Burgos
- Dalacon
- Dampalan
- Don Andres Soriano
- Eastern Poblacion
- Estante
- Jasa-an
- Katipa
- Luzaran
- Mabas

- Macalibre Alto
- Macalibre Bajo
- Mahayahay
- Manguehan
- Mansabay Alto
- Mansabay Bajo
- Molatuhan Alto
- Molatuhan Bajo
- Peniel
- Puntod
- Rizal
- Sibugon
- Sibula
- Western Poblacion